# Luster
Luster (o bien Lyster antes de 1918) es un municipio en la provincia de Sogn og Fjordane, en Noruega. Se localiza en el distrito tradicional de Sogn y tiene una población de 5118 habitantes según el censo de 2015. Su centro administrativo es la localidad de Gaupne.
Luster se centra alrededor de la rama interior de Sognefjord, llamada el Lustrafjord. Luster es uno de los mayores municipios en área en todo el sur del país. Es una parte fascinante de Noruega con impresionantes fiordos, empinadas montañas, cataratas con abundante agua, azules glaciares y exuberantes valles.

## Información general

### Nombre
El nombre (en nórdico antiguo: Lústr) pertenecía originalmente al fiordo (ahora Lustrafjorden). El nombre deriva de la palabra ljóss, que significa «luz» o «brillante», refiriéndose al vivo color del agua de los glaciares. Hasta 1917 el nombre se escribió como Lyster.

### Escudo de armas
El escudo de ramas data de 1990 y está inspirado en una antigua talla de madera de la iglesia de madera de Urnes. Muestra una ramilla redonda de tilo.

### Pasado
Lyster fue establecida como municipio el 1 de enero de 1838 (véase formannskapsdistrikt). El municipio original era idéntico a la parroquia Lyster (prestegjeld) con las subparroquias (sokn) de Fortun, Dale, Nes y Gaupne. En 1917, Lyster fue renombraeda como Luster.
El 1 de enero de 1963, los municipios vecinos de Hafslo y Jostedal se fusionaron con Luster. Tras la unión, Luster contaba con 5854 habitantes.
Desde la consolidación de los tres municipios de Hafslo, Jostedal y Luster en 1963, el área se ha caracterizado por asentamientos rurales esparcidos y grandes distancias entre ellos. Luster es municipio más grande en la provincia de Sogn og Fjordane.

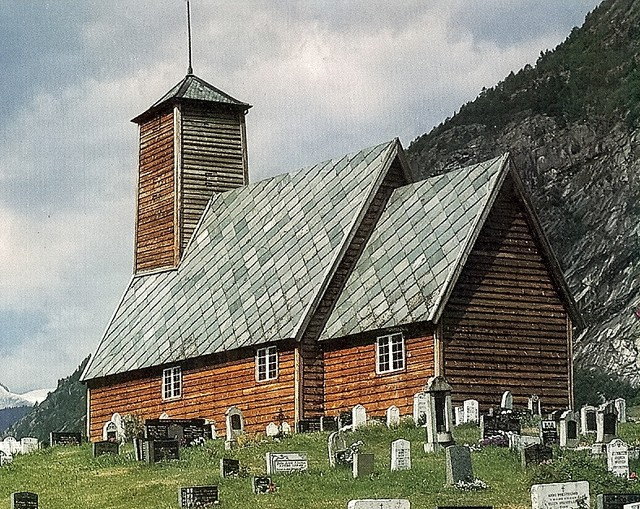
Iglesia de Gaupne (gamle)

### Iglesias
La Iglesia de Noruega tiene 12 iglesias dentro del municipio de Aurland. Es parte de la diócesis de Bjørgvin y el Deanato Rural (Prosti) de Indre Sogn.
| Parroquia (Prestegjeld) | Subparroquia (Sogn) | Nombre de la iglesia                            | Año de construcción | Localización de la iglesia |
| ----------------------- | ------------------- | ----------------------------------------------- | ------------------- | -------------------------- |
| Parroquia de Hafsloh    | Hafslo              | Iglesia de Hafslo Hafslo kyrkje                 | 1878                | Hafslo                     |
| Parroquia de Hafsloh    | Hafslo              | Capilla de Veitastrond Veitastrond kapell       | 1928                | Veitastrond                |
| Parroquia de Hafsloh    | Solvorn             | Iglesia de Solvorn Solvorn kyrkje               | 1883                | Solvorn                    |
| Parroquia de Hafsloh    | Solvorn             | Iglesia de madera de Urnes Urnes stavkyrkje     | 1130                | Urnes                      |
| Parroquia de Jostedal   | Fet og Joranger     | Iglesia de Fet Fet kyrkje                       | 1894                | Fet                        |
| Parroquia de Jostedal   | Fet og Joranger     | Iglesia de Joranger Joranger kyrkje             | 1660                | Joranger                   |
| Parroquia de Jostedal   | Gaupne              | Iglesia de Gaupne Gaupne kyrkje                 | 1908                | Gaupne                     |
| Parroquia de Jostedal   | Gaupne              | Iglesia de madera de Gaupne Gaupne gamle kyrkje | 1647                | Gaupne                     |
| Parroquia de Jostedal   | Jostedal            | Iglesia de Jostedal Jostedal kyrkje             | 1660                | Jostedal                   |
| Parroquia de Luster     | Dale                | Iglesia de Dale Dale kyrkje                     | 1250                | Luster                     |
| Parroquia de Luster     | Fortun              | Iglesia de Fortun Fortun kyrkje                 | 1879                | Fortun                     |
| Parroquia de Luster     | Nes                 | Iglesia de Nes Nes kyrkje                       | 1909                | Nes                        |

## Gobierno

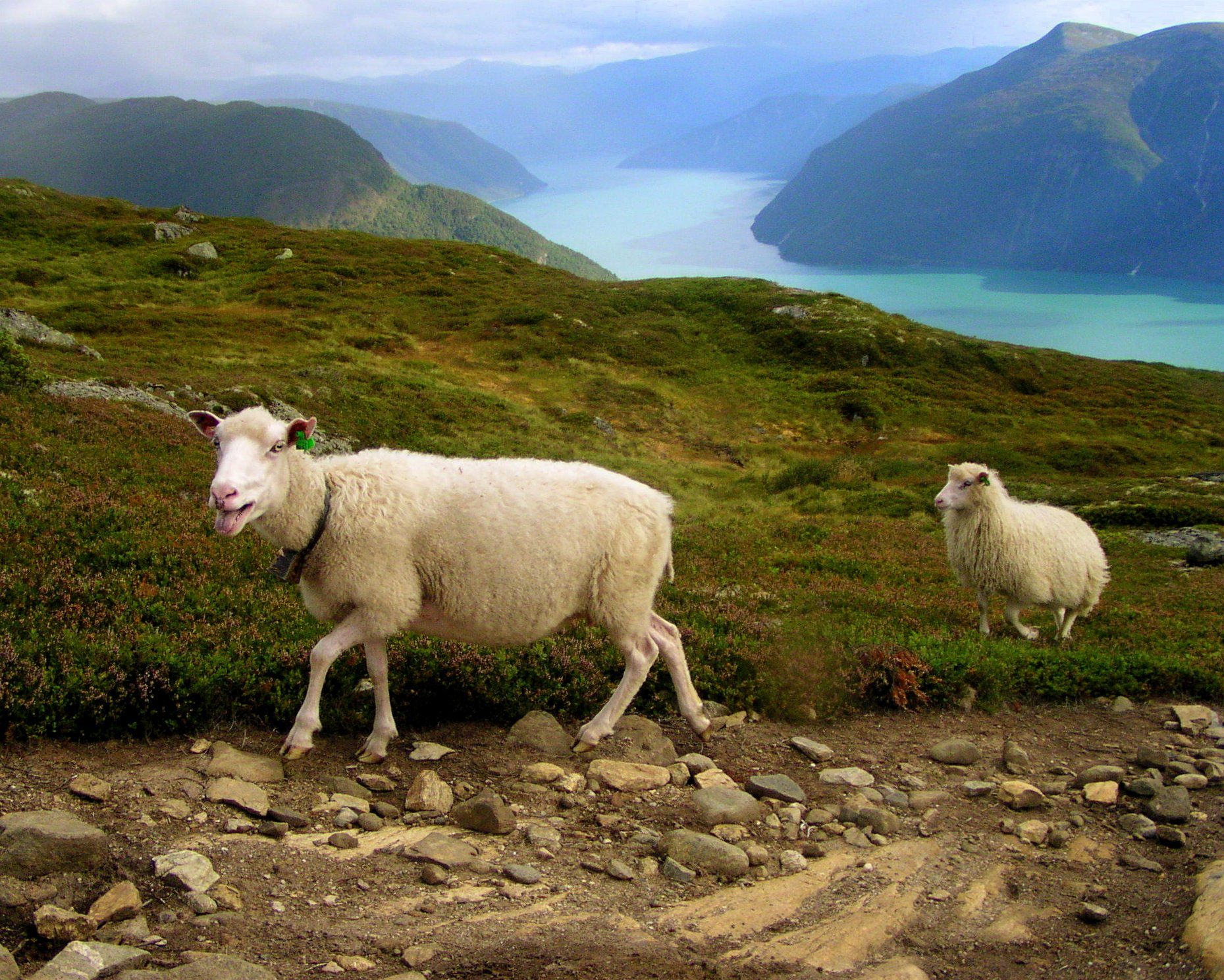
Ovejas de Noruega y paisaje de Luster

Todos los municipios de Noruega, incluido Luster, tienen a su cargo la educación primaria (hasta el 10.º curso), los servicios sanitarios, los servicios para personas mayores,el  desempleo y otros servicios sociales, el establecimiento de zonas, el desarrollo económico y carreteras municipales. El municipio es gobernado por un concejo municipal de representantes electos, los cuales a su vez eligen a un alcalde.

### Concejo municipal
El concejo municipal (Kommunestyre) de Luster se compone de 29 representantes elegidos cada cuatro años.

### Alcalde

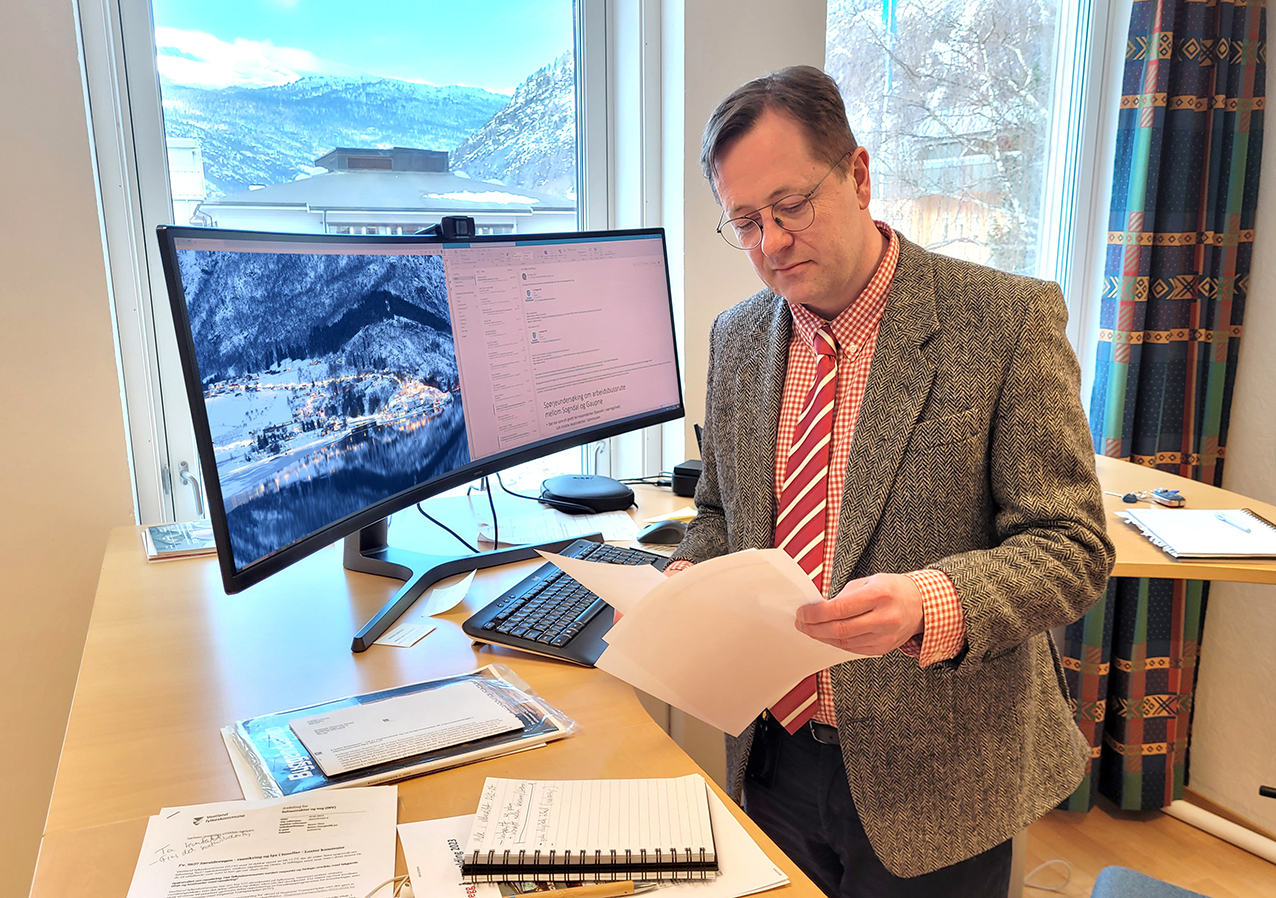
Alcalde Andreas Wollnick Wiese, Luster (2024)

El alcalde (ordførar) de un municipio en Noruega suele ser un representante del partido mayoritario en el municipio que es elegido para dirigir el concejo. Torodd Urnes del Partido Demócrata Cristiano (Kristeleg Folkeparti en noruego) fue reelegido alcalde en el periodo 2007-2011.

## Geografía

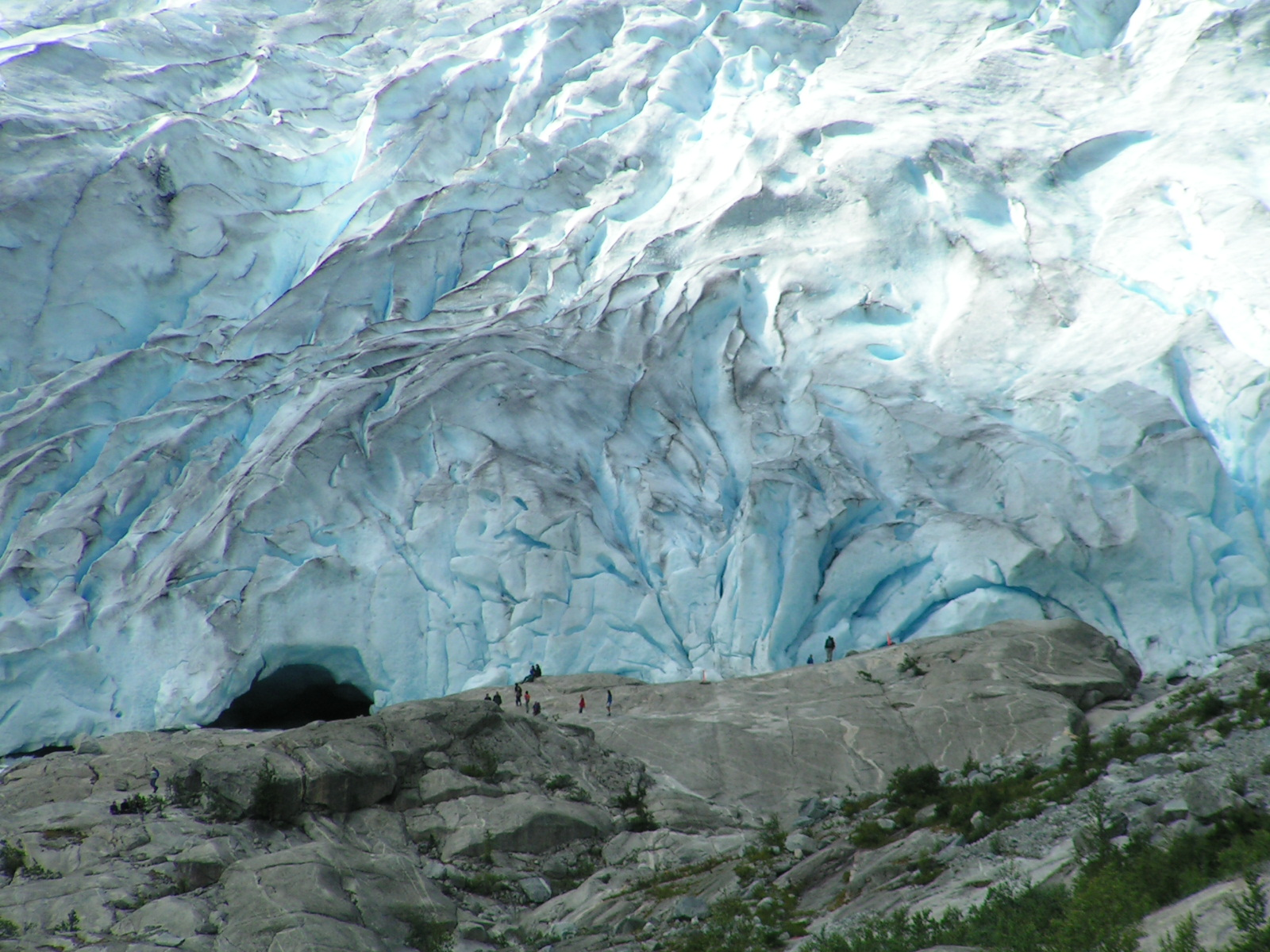
Nótese la gente entrando en la cueva de hielo en el glaciar Nigardsbreen; esto da una perspectiva de las dimensiones del glaciar tal y como muestra la cueva en otro cuadro

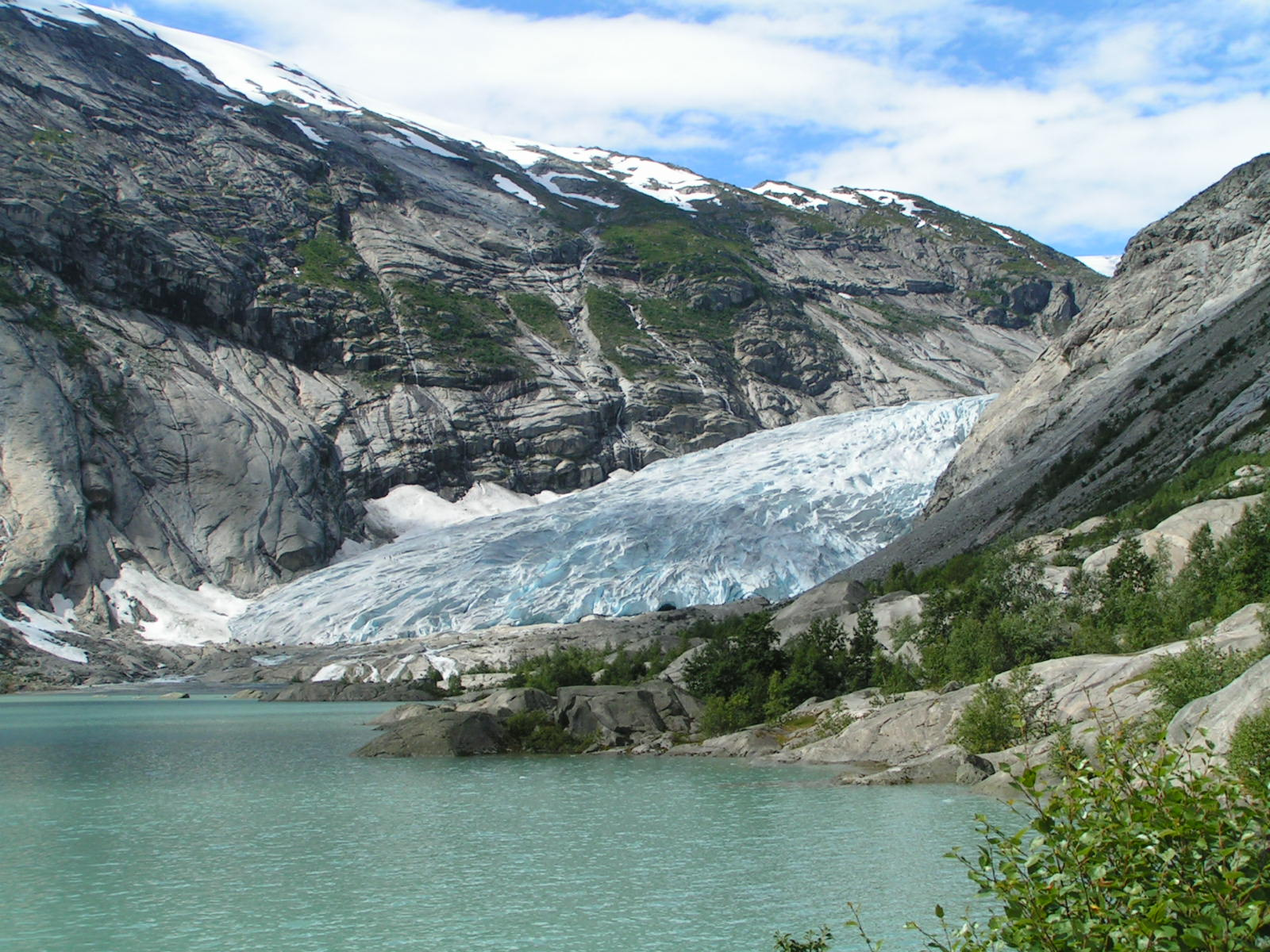
El glaciar Nigardsbreen y el lago Nigardsbrevatnet en el municipio de Luster en la provincia de Sogn og Fjordane en Noruega

### Situación
Luster, uno de los municipios más extensos en el sur de Noruega, se localiza en las montañas glaciares donde empieza el camino del Sognefjord al mar del Norte. El fiordo se suministra de muchos importantes glaciares como el glaciar Nigard, el glaciar Bergset, el glaciar Austerdal y el glaciar Fåbergstøl.
Limita con cinco municipios en la provincia de Sogn og Fjordane: Stryn al norte, Jølster y Balestrand al oeste, y con Sogndal y Årdal al sur. También limita con tres municipios en la provincia de Oppland: Skjåk al noreste y con Lom y Vang al este.

### Montañas
Store Skagastølstind (o Storen) es la tercera cumbre más alta en Noruega, con una altura de 2405 m. Se sitúa en la frontera sur de Luster y Årdal. Es parte de la cordillera Hurrungane, la cual comprende algunos de los picos más altos de Noruega. Hay muchos lagos bonitos (como Veitastrondsvatnet, Austdalsvatnet, Tunsbergdalvatnet y Hafslovatnet) así como muchas grandes cataratas, como las cataratas Feigumfoss (de 218 m de caída).
El glaciar Jostedal y Nigardsbreen es el mayor glaciar en la Europa continental. Se encuentra en Jostedal, cerca de Gaupne en el parque nacional Jostedalsbreen, gran parte del cual se sitúa en el municipio de Luster.
| Montaña              | Altura | Montaña               | Altura |
| -------------------- | ------ | --------------------- | ------ |
| Store Skagastølstind | 2405 m | Store Ringstind       | 2124 m |
| Jervvasstind         | 2351 m | Tverrådalskyrkja      | 2088 m |
| Store Raudalseggi    | 2168 m | Lodalskåpa            | 2083 m |
| Store Raudalstind    | 2157 m | Store Soleiebotntind  | 2083 m |
| Uranostind           | 2157 m | Søre Dyrhaugstind     | 2072 m |
| Store Dyrhaugstind   | 2147 m | Fannaråken            | 2068 m |
| Mjølkedalstind       | 2137 m | Stetind i Jotunheimen | 2020 m |

## Economía
Los habitantes de Luster viven de la agricultura, cultivos de bayas y fruta, turismo e hidroelectricidad. Jøstedal y Fortun albergan grandes centrales hidroeléctricas. El turismo de verano es bastante intenso. Las actividades turísticas incluyen escalada, esquí, pesca, excursionismo y caza.

## Sitios de interés

### Cascada Feigumfoss

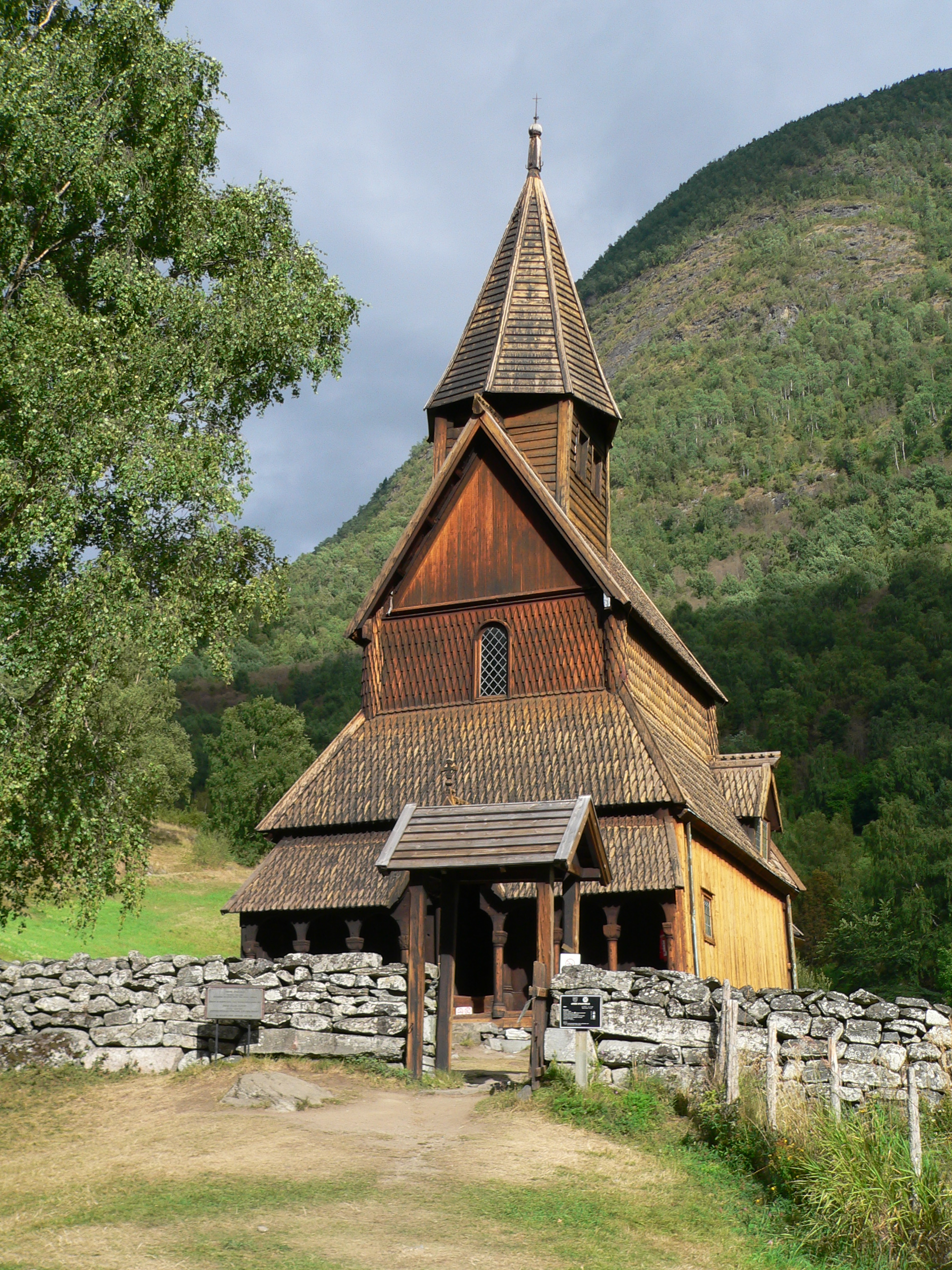
Iglesia de madera de Urnes

Con una caída vertical de 218 m, la cascada Feigumfoss es una de las más altas de Escandinavia.

### Iglesias históricas

#### Iglesia de madera de Urnes
La iglesia de madera de Urnes se construyó alrededor del año 1150 y es la stavkirke más antigua de Noruega. La iglesia se erige majestuosamente en lo alto de Urnes. Es una de las cuatro iglesias noruegas en la lista de la Unesco de los monumentos culturales más preciosos del mundo.
Las iglesias de madera son construcciones de alta calidad, ricamente decoradas con tallas de madera. Prácticamente todos los marcos de las puertas están decorados de arriba abajo con tallas. Esta tradición de una ornamentación tan rica se remonta a las tallas animales de la era vikinga. Los dragones están cariñosamente realizados y transformados en estiradas criaturas de fantasía, entrelazados continuamente con zarcillos de vid, con tallos serpenteantes y hojas dentadas. Los elaborados diseños están realizados con una habilidad artística suprema. Las entradas de la iglesia de madera están, por tanto, entre las obras de arte más distintivas que se pueden encontrar en el país. Sin embargo, es difícil relacionarlos con el evangelio cristiano.

#### Antigua iglesia de Gaupne
Esta magnífica iglesia se construyó en 1647 en una colina justamente opuesta al centro Gaupne.

#### Iglesia de Dale
Esta es una iglesia de piedra construida en estilo gótico en 1250.

### Breheim center
El centro Breheim alberga una extensa exposición. Un viaje a través de 20 000 años: desde la edad de hielo hasta el presente, una exposición audiovisual lleva a los visitantes dentro del glaciar. El barco glaciar M/S "Jostedalsrypa" cruza el Lago Glaciar Nigard. Hay guías internacionalmente aprobados, cursos sobre glaciares y escalada, y viajes en esquí.

## Localidades hermanadas
- Viroqua (Wisconsin), Estados Unidos[8]

## Galería fotográfica

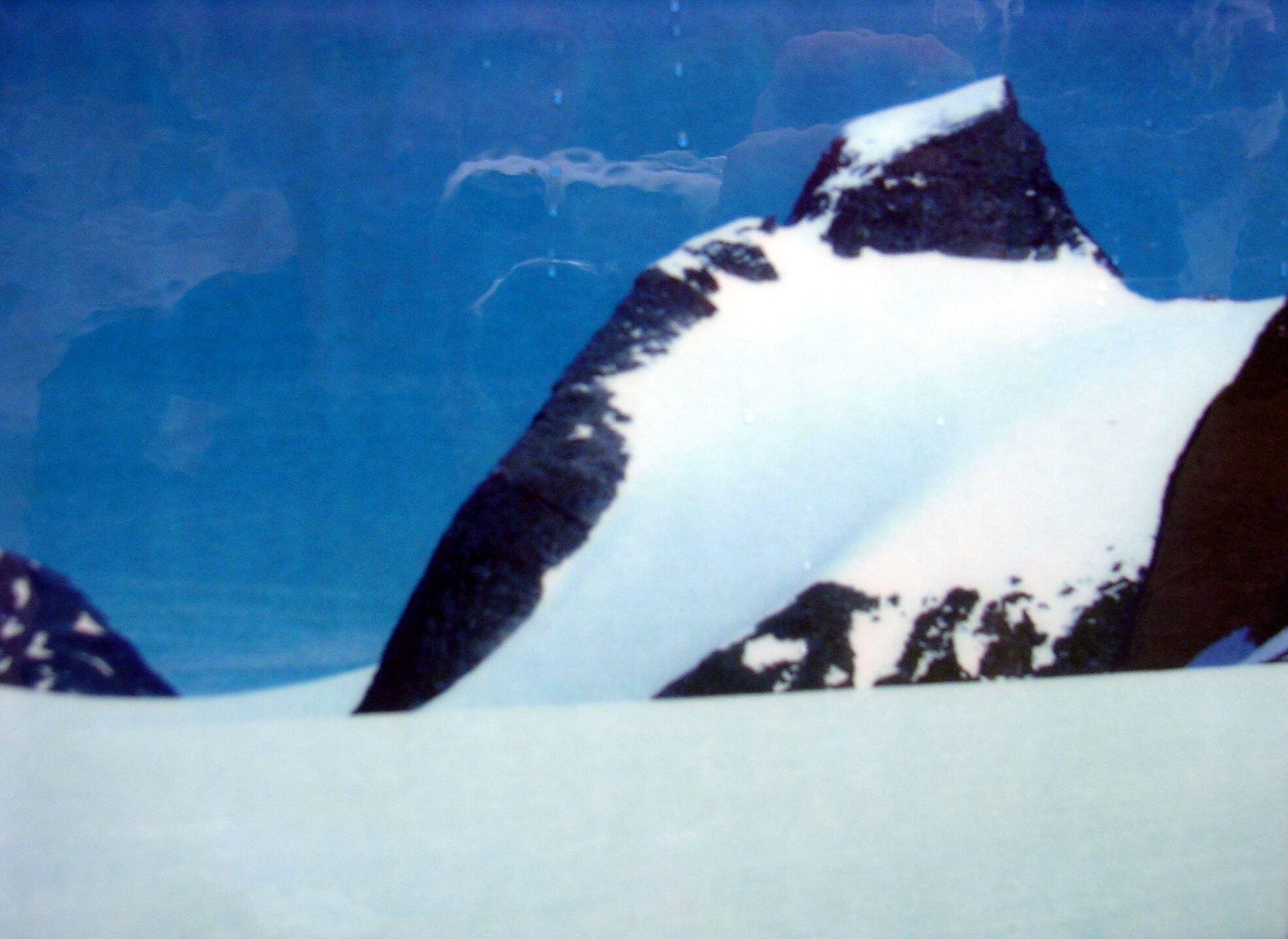
Lodalskåpa, un pico en la parte noreste de Jostedalsbreen
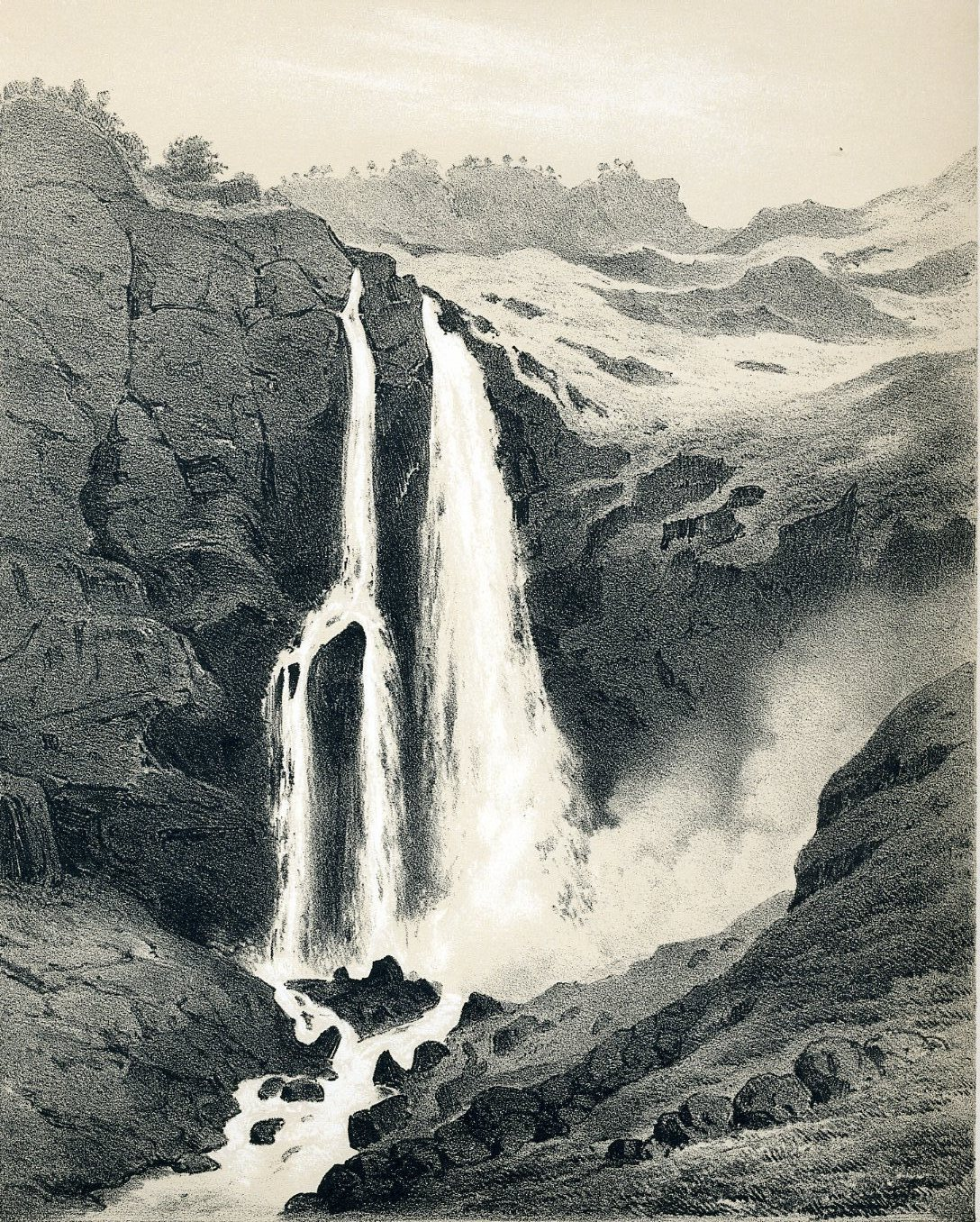
Feigumfossen
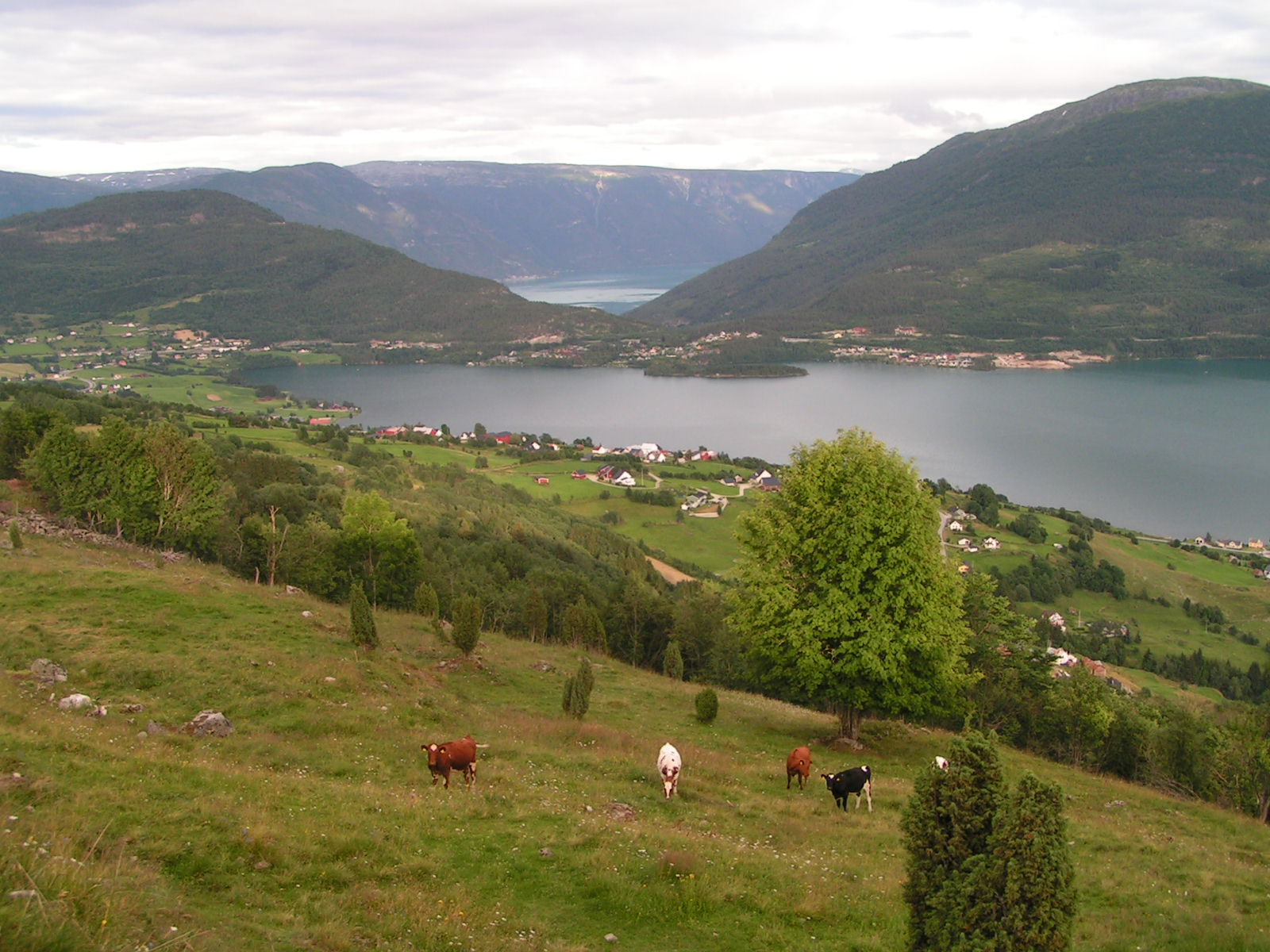
El lago Hafslovatnet con el Sognefjord al fondo
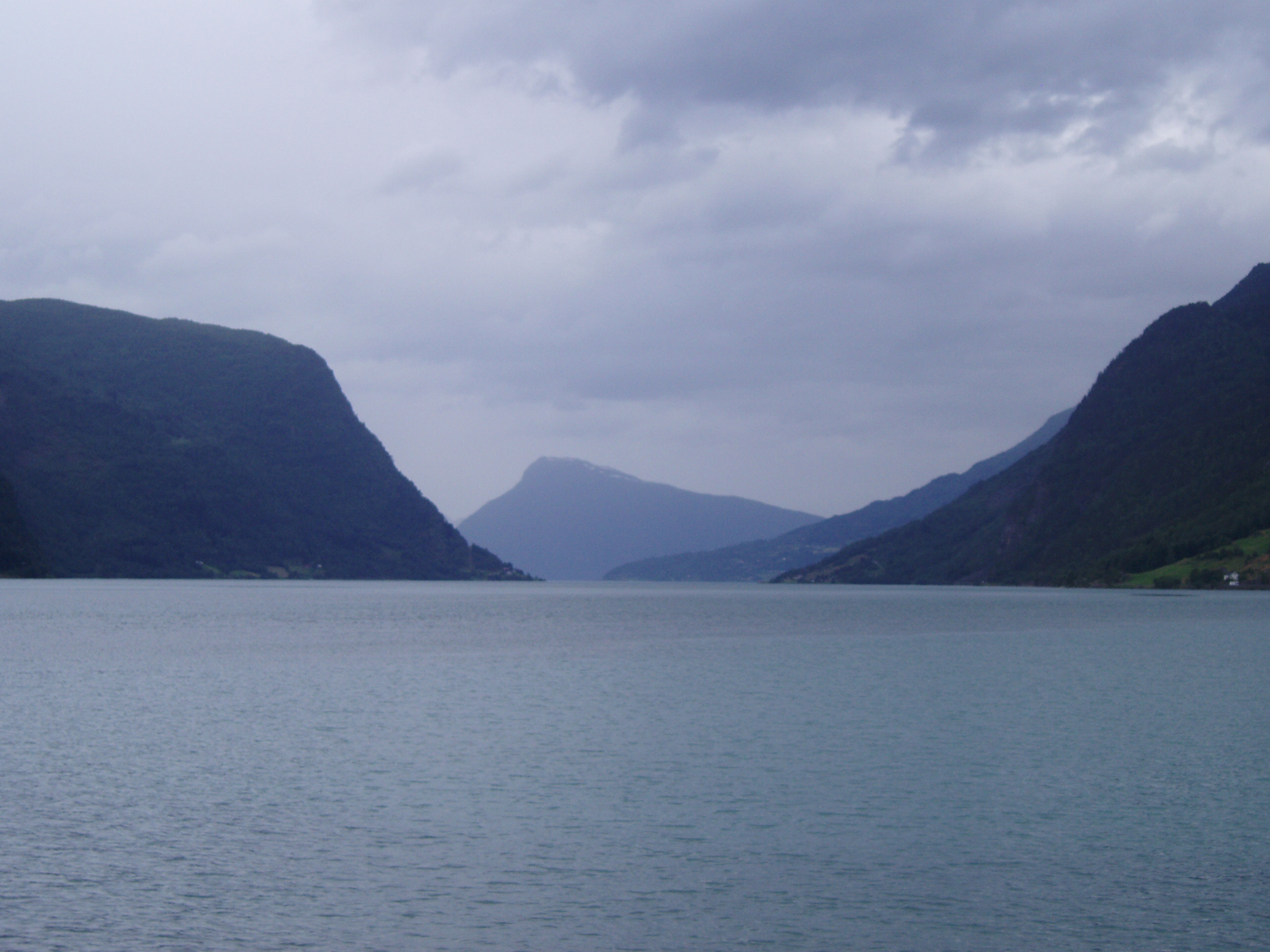
Lustrafjorden
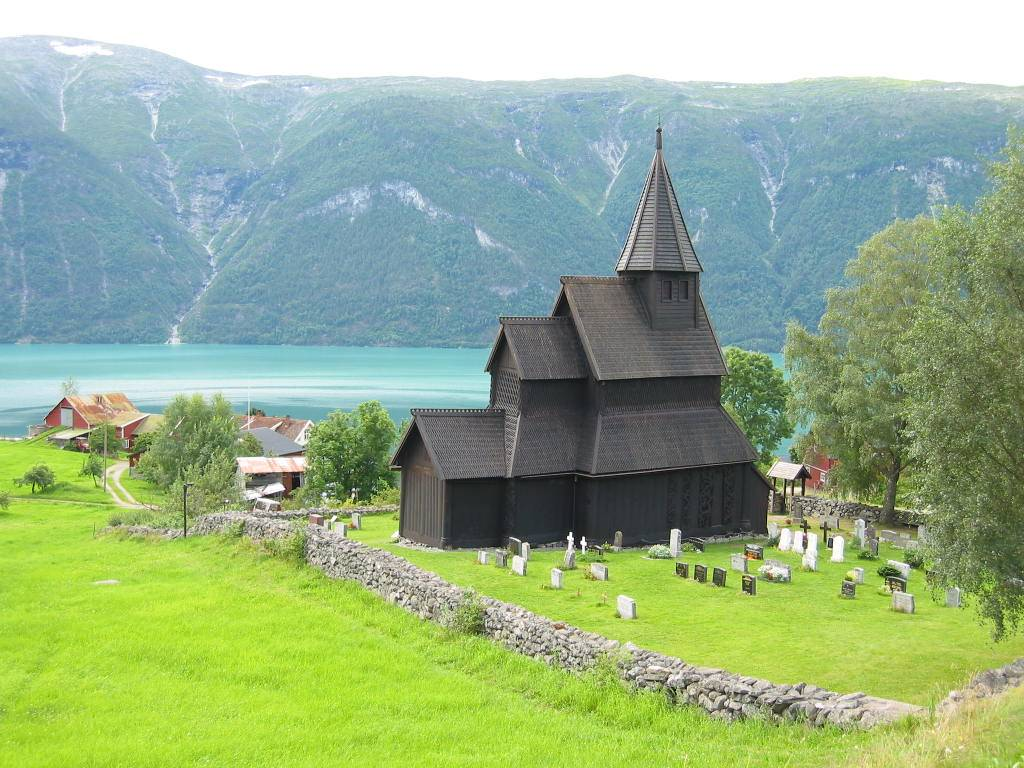
Iglesia de madera de Urnes
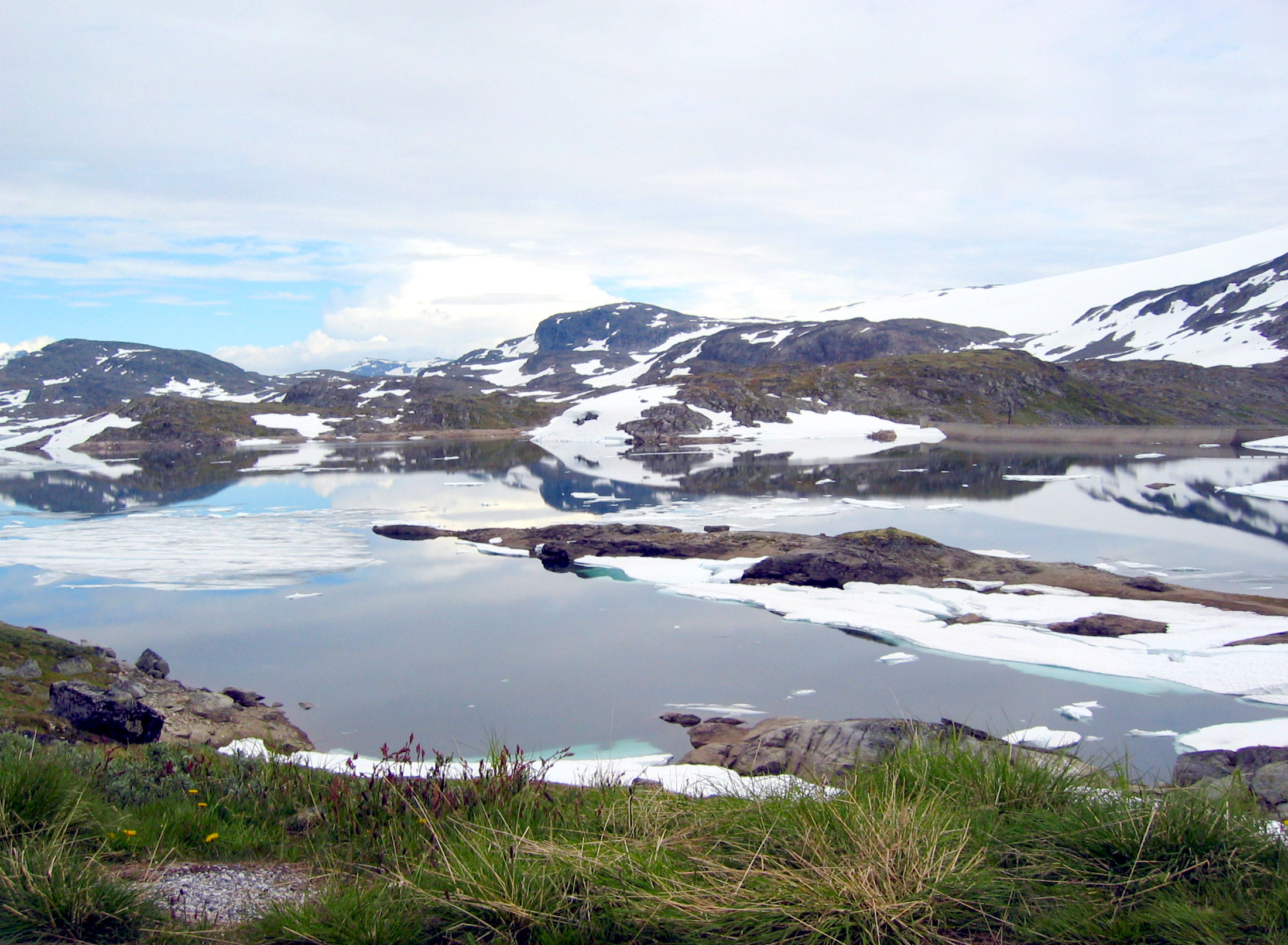
Sognefjell
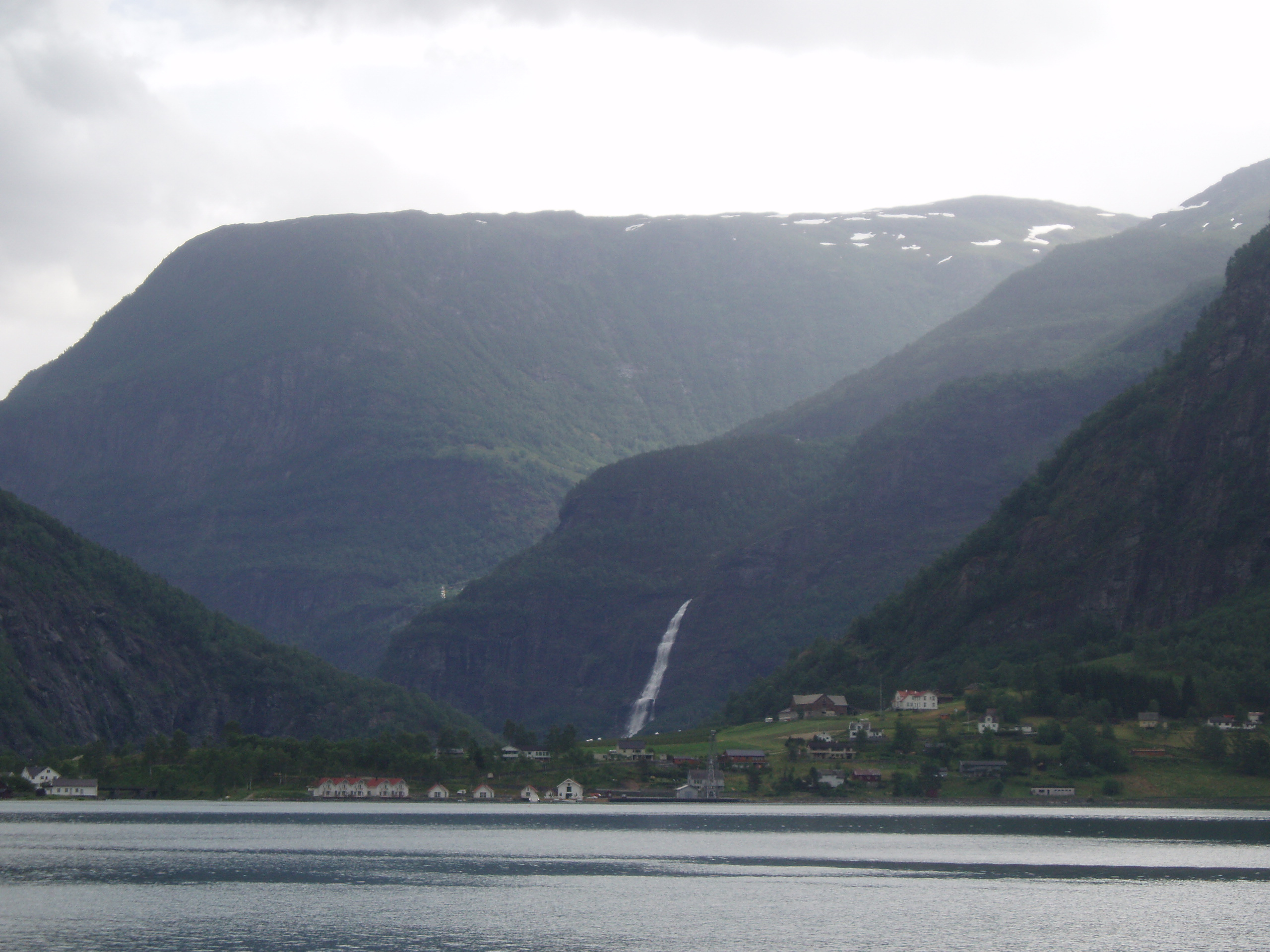
Skjolden en Lustrafjorden, en Luster, Noruega
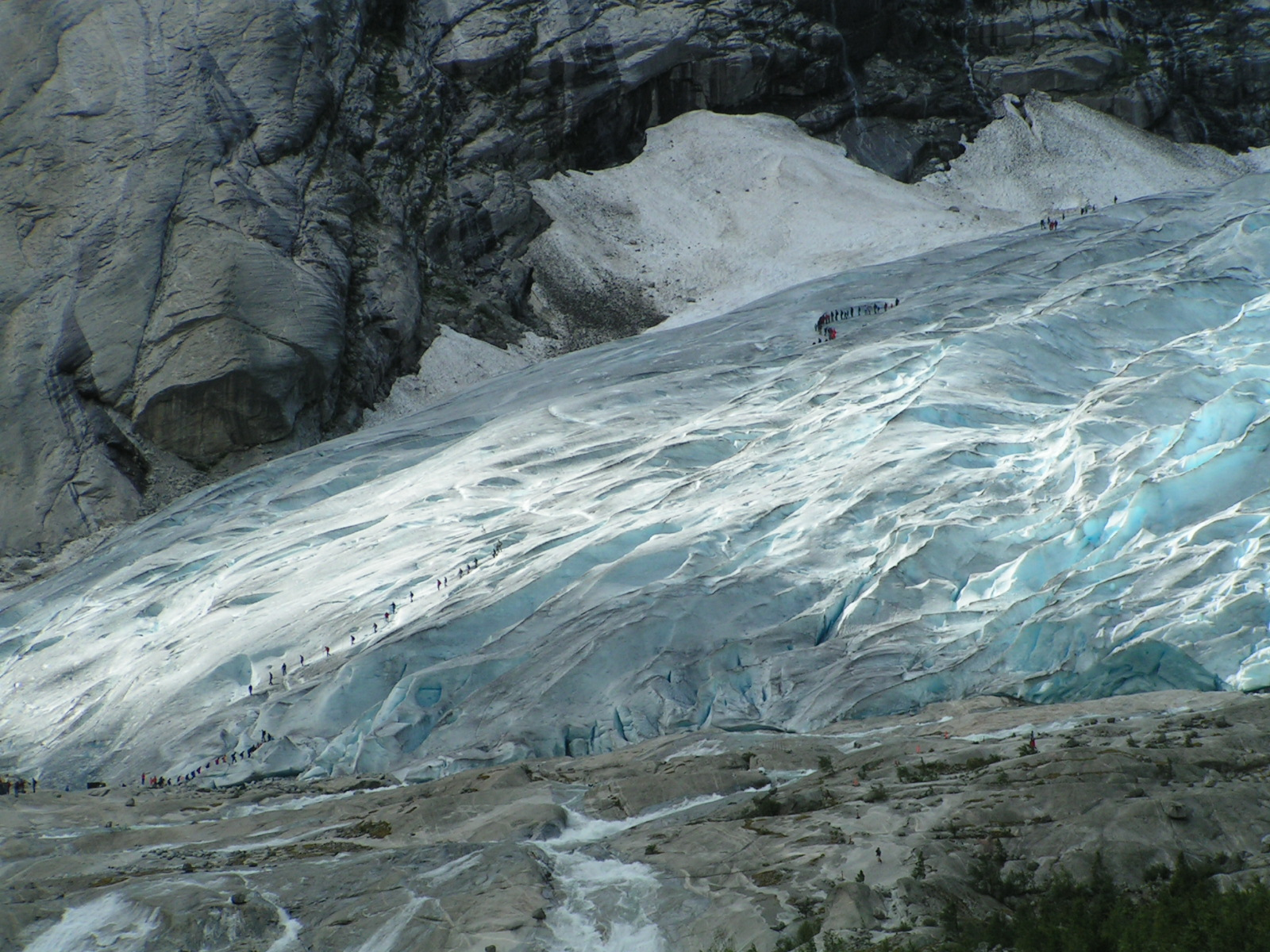
Varios grupos de personas en el glaciar Nigardsbreen